# Луди в Алабама
„Луди в Алабама“ (на английски: Crazy in Alabama) е комедия от 1999 г., режисиран от Антонио Бандерас. Сценарият е написан по едноименния роман на Марк Чайлдрес, който излиза през 1993 година. Действието се развива през 1965 година в Алабама, когато расисткото напрежение е ярко изразено. Във филма се преплитат две различни драми – от една страна тази на свободолюбивата Люсил, която убива съпруга си, уморена от побоите, след което заминава за Холивуд и успява да направи кариера на филмова звезда и от друга страна на нейния племенник, който става свидетел на убийството на чернокожо дете вследтвие на насилие от страна на местния шериф.
Във филма участват съпругата на Бандерас Мелани Грифит в главната роля на Люсил, Дейвид Морз и Лукас Блек. Времетраенето на Луди в Алабама е 111 минути. Филмът завършва с мисълта, че най-важното нещо за човека е свободата.